# Louis Philippe Demers (homme politique canadien)
Pour l’article homonyme, voir Demers.
Louis Philippe Demers (16 septembre 1863 - 3 novembre 1951) fut un avocat, écrivain, doyen, professeur et homme politique fédéral du Québec.

## Biographie
Né à Saint-Georges d'Henryville dans la région de la Montérégie, M. Demers étudia au Collège de Saint-Hyacinthe et le droit à l'Université Laval de Montréal. Par la suite il obteint un doctorat en droit pour sa thèse " Des privilèges sur les bien meubles". Devenu avocat, il fut à la tête de la firme Demers et DeLorimier de Montréal. Il fut professeur de droit commercial, maritime et droit civil à l'Université de Montréal et doyen de la faculté.
Élu député du Parti libéral du Canada dans la circonscription fédérale de Saint-Jean—Iberville en 1900, il fut réélu en 1904. Il démissionna en 1906 pour devenir juge à la Cour supérieure du Québec. Son frère, Marie Joseph Demers, lui succédera lors des élections partielles faisant suite à sa démission.
Son père, Alexis-Louis Demers, fut député provincial d'Iberville de 1881 à 1886.
Le fonds d'archives de Louis Philippe Demers est conservé au centre d'archives de Montréal de Bibliothèque et Archives nationales du Québec.